# Karula järv
Karula järv är en sjö i Estland.   Den ligger i landskapet Viljandimaa, i den centrala delen av landet, 130 km söder om huvudstaden Tallinn. Karula järv ligger 75 meter över havet. Arean är 0,15 kvadratkilometer. Omgivningarna runt Karula järv är en mosaik av jordbruksmark och naturlig växtlighet. Den sträcker sig 0,9 kilometer i nord-sydlig riktning, och 0,3 kilometer i öst-västlig riktning.